# Srní
Srní (en allemand : Rehberg) est une commune du district de Klatovy, dans la région de Plzeň, en République tchèque. Sa population s'élevait à 231 habitants en 2021.

## Géographie
Srní se trouve à 9 km au sud-ouest de Kašperské Hory, à 37 km au sud-sud-est de Klatovy à 73 km au sud de Plzeň et à 81 km à l'ouest-sud-ouest de Prague.
La commune est limitée par Hartmanice au nord, par Rejštejn et Horská Kvilda à l'est, par Modrava au sud, et par Prášily à l'ouest.

## Histoire
La zone où se trouve l'actuel village a été peuplée à la fin du XVIe siècle par des colons venus du Palatinat et de Bavière.

## Administration
La commune se compose de deux sections :
- Srní
- Vchynice-Tetov I

## Galerie

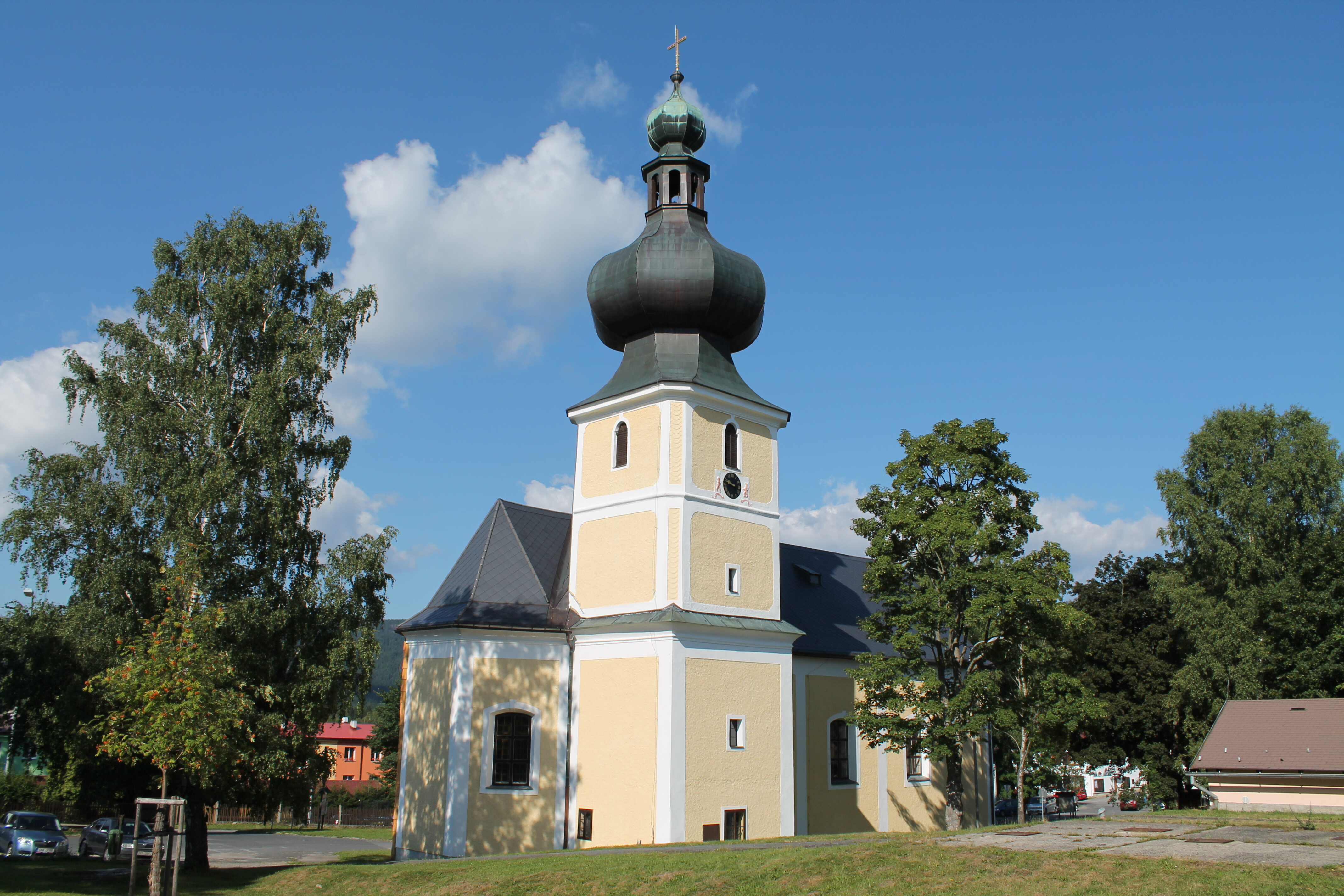
Église de la Sainte-Trinité.
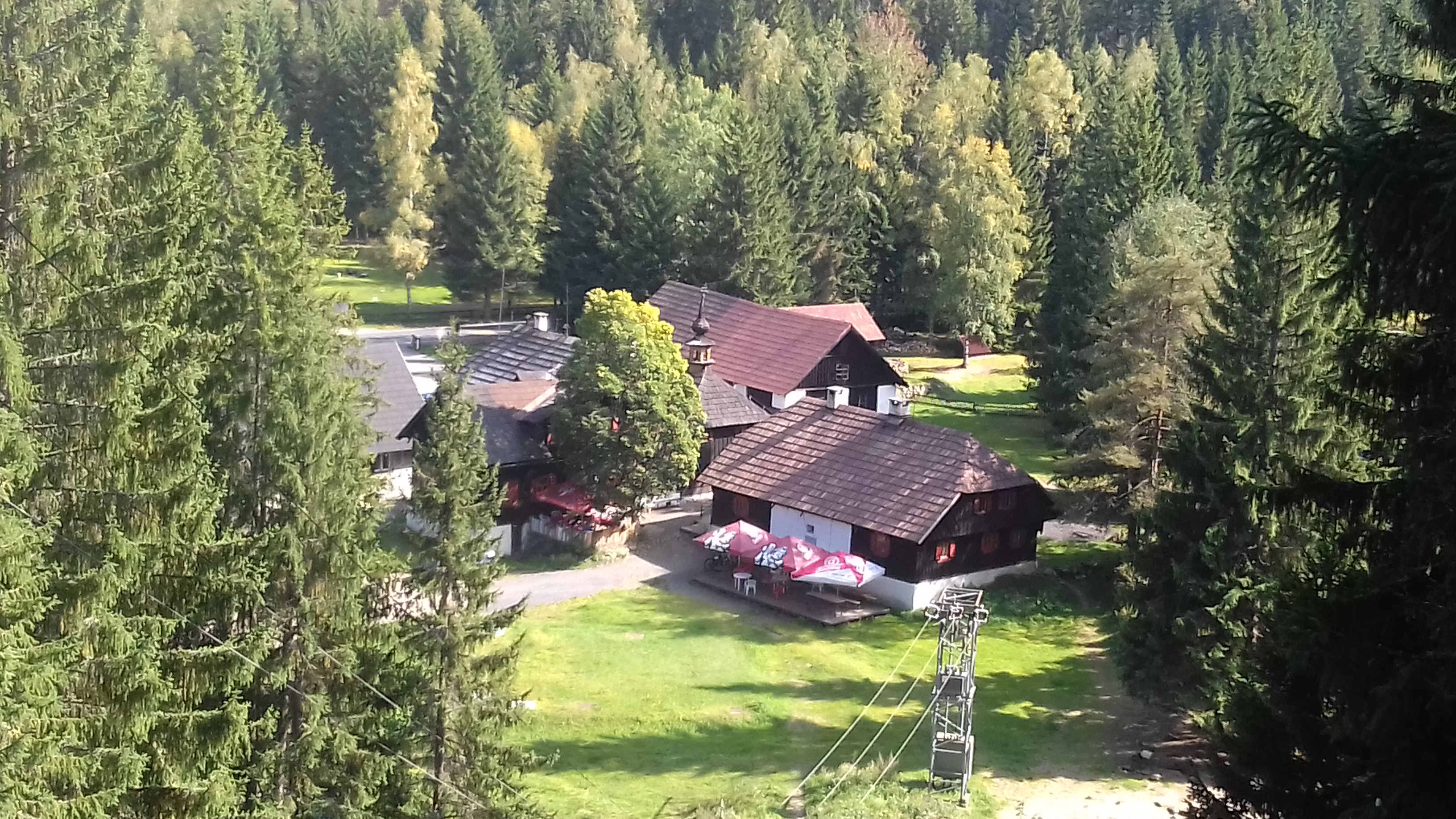
Hameau de Antýgl.

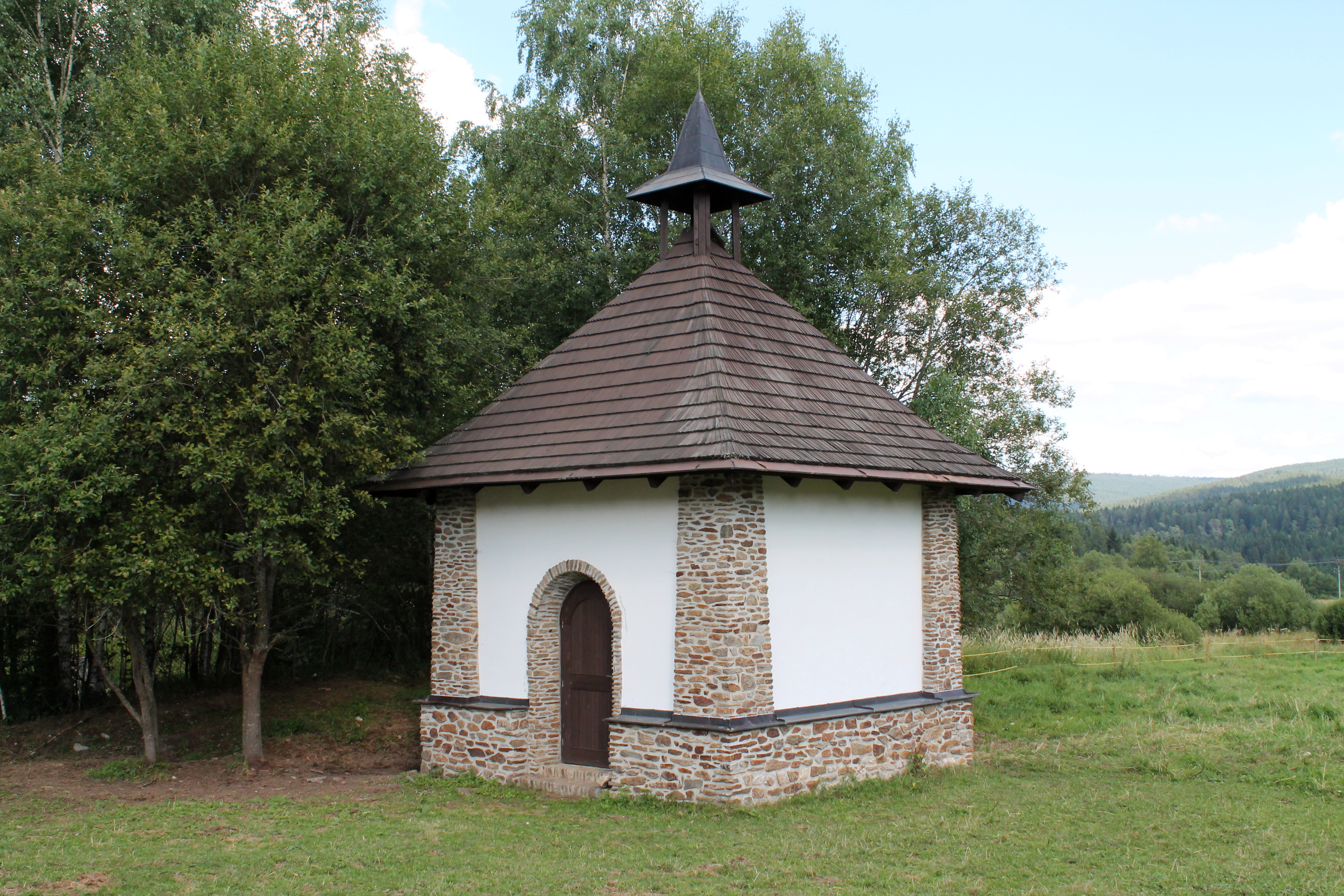
Chapelle à Staré Srní.
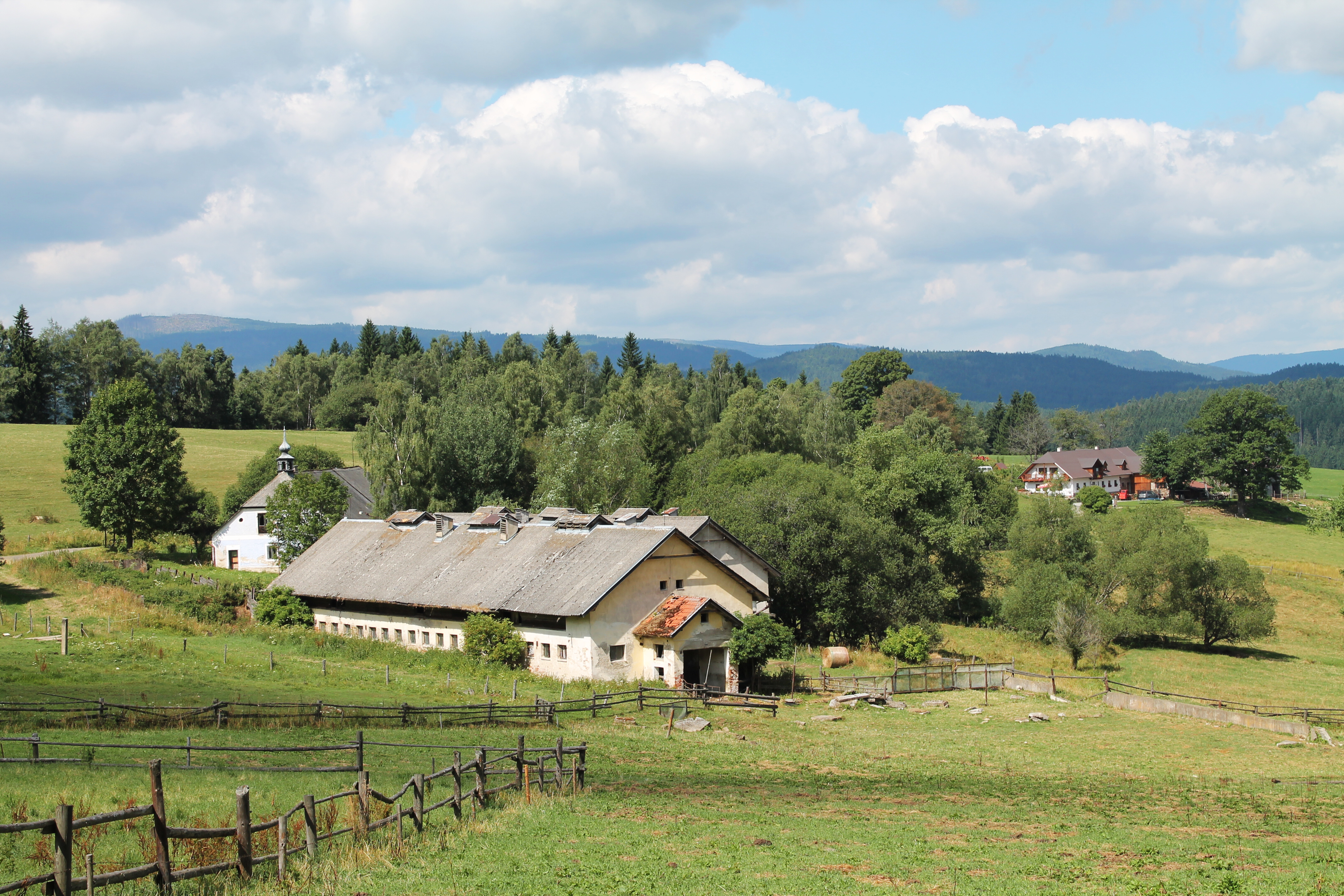
Hameau de Sedlo.

## Transports
Par la route, Srní se trouve à 22 km de Sušice, à 49 km de Klatovy, à 93 km de Plzeň et à 154 km de Prague.